# Ivo
Ivo je mužské křestní jméno, pravděpodobně starogermánského nebo keltského původu. Význam je odvozován ze staroněmeckého slova „Iwa“ znamenajícího: Tis, tisový luk, lučištník. Ve slovanských zemích se jedná pravděpodobně o odvozeninu jména Ivan.
Pochází z galského "uvos" – bylo nalezeno i velšském "ywen", irském "ēo" a ve staro anglickém iw (všechno z toho se vykládá jako tis)
Podle českého kalendáře má svátek 19. května.

## Statistické údaje
Následující tabulka uvádí četnost jména v ČR a pořadí mezi mužskými jmény ve srovnání dvou roků, pro které jsou dostupné údaje MV ČR – lze z ní tedy vysledovat trend v užívání tohoto jména:
| Rok       | Četnost   | Pořadí   |
| 1999      | 17 885    | 46.      |
| 2002      | 17 840    | 47.      |
| Porovnání | o 45 méně | o 1 hůře |
| 2006      | 17 616    | 50.      |

Změna procentního zastoupení tohoto jména mezi žijícími muži v ČR (tj. procentní změna se započítáním celkového úbytku mužů v ČR za sledované tři roky 1999-2002) je +0,5%.

## Ivo v jiných jazycích
- Slovensky, bulharsky, italsky, nizozemsky, švédsky, anglicky, německy: Ivo
- Polsky: Iwo
- Maďarsky: Ivó
- Španělsky: Ivo nebo Ivés
- Francouzsky: Ivain nebo Yvon nebo Yves

## Nositelé Iva
- sv. Ivo ze Chartres – křesťanský svatý
- sv. Ivo Bretaňský – křesťanský svatý, patron právníků
- sv. Ivo z Huntingdonshire – křesťanský svatý
- Ivo Andrič – jugoslávský spisovatel
- Ivo Cicvárek – český písničkář
- Ivo Jahelka – český folkový zpěvák
- Ivo Josipović, chorvatský politik a bývalý prezident
- Ivo Kahánek – český klavírista
- Ivo Mathé – český producent a vysokoškolský pedagog
- Ivo Minář – český tenista
- Ivo Pešák – český klarinetista
- Ivo Strejček – český politik
- Ivo Šmoldas – český překladatel a publicista
- Ivo Viktor – fotbalový brankář a trenér
- Ivo Vondrák - český informatik a politik
- Ivo Žídek – český operní pěvec
- Ivo Dvořák – přední český sommelier
- Ivo Krátký – český producent
- Ivo Robotnik - pravé jméno Dr. Eggmana z Ježka Sonica

## Nositelé Yvese
- Yves Béhar, švýcarský designér a podnikatel
- Yves Chaland, francouzský kreslíř a scenárista
- Yves Fortier, kanadský právník, diplomat a obchodník
- Yves Gagnon, kanadský velvyslanec v Argetině a Paraguayi
- Yves Klein, francouzský umělec
- Pierre-Yves Pelletier, kanadský grafik
- Yves Netzhammer, švýcarský umělec
- Yves Rocher, francouzský podnikatel
- Yves Rodier, kanadský kreslíř
- Yves Saint-Laurent, francouzský módní návrhář
- Yves Tanguy, francouzský surrealistický malíř